# جستين (اسم)
جستين (Justin) هو اسم مشتق من الاسم اللاتيني جستينوس.

## جستين في اللغة العربية
هناك بعض الأخطاء التي يقع فيها البعض عند كتابة الاسم في اللغة العربية حيث يكتبه البعض جاستن والبعض الآخر يكتبه جستن, ولكن الكتابة الصحيحة هي جس (jus) تين (Tin).

## مشاهير حملوا الاسم جستين
- جستين الأول
- جستين الثاني
- جستين تيمبرلك
- جستين بيبر
- جستين تشامبرس